# Montcresson
Montcresson é uma comuna francesa na região administrativa do Centro, no departamento Loiret. Estende-se por uma área de 21,11 km². Em 2010 a comuna tinha 1 302 habitantes (densidade: 61,7 hab./km²).